# フランツ・オッペンハイマー

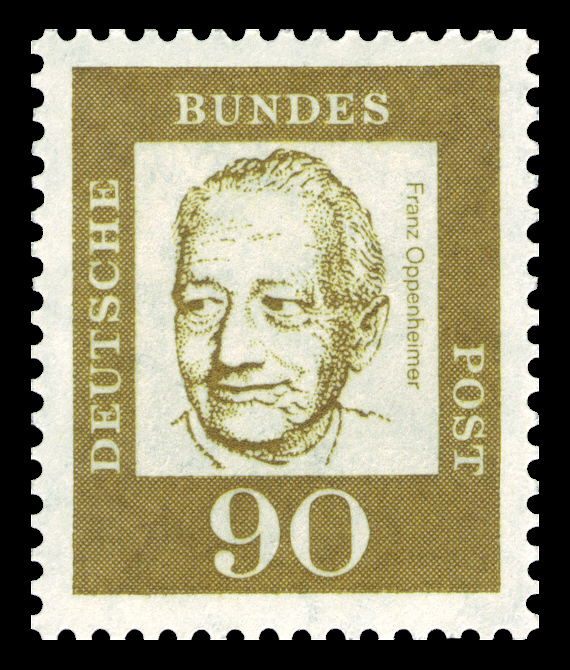
フランツ・オッペンハイマー

フランツ・オッペンハイマー（Franz Oppenheimer、1864年3月30日 - 1943年9月30日）は、ドイツ出身の社会学者、政治経済学者。ユダヤ系。

## 経歴・人物
フライブルクとベルリンで医学を学んだ後、ベルリンで医師として1886年から1895年までを過ごす。1890年から社会政治学、社会経済学に興味を持ち始めた。
医師としての活動の後、雑誌 "Welt am Morgen" の主任編集員となり、ここでフリードリッヒ・ナウマンと知り合う。当時、ナウマンは次から次へと様々な日刊紙で活動していた。
1909年、キールにおいてオッペンハイマーは経済学者デイヴィッド・リカードに関するテーマで博士号を取得する。1909年から1917年にかけて、ベルリンで非常任講師となり、二年間、名義上の教授となる。
1938年、打倒ユダヤ人を掲げたナチスから逃れるべくアメリカに逃亡し、そのまま定住した。その途中、日本の慶應義塾大学に招聘されて日本に滞在している。
主著に『国家論』（1908年、原題"Der Staat"、英題"The State"）がある。

## 英文著作
- A First Program for Zionist Colonization. (1903)
- The State. (1914/1922)
- The Idolatry of the State. (1927)
- History and Sociology. (1927)
- TENDENCIES IN RECENT GERMAN SOCIOLOGY (Sociological Review, Vol. 24, 1932)
- A Post-Mortem on Cambridge Economics. (1943)

## その他

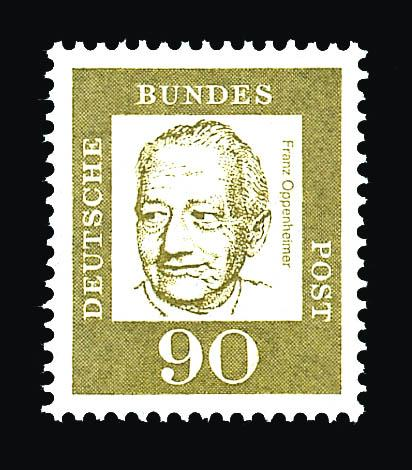
Franz Oppenheimer

- Directory of Oppenheimer related links
- History of the Institute of Social Research